# 이영석 (배우)
이영석(1959년 12월 21일 ~ )은 대한민국의 배우이다.

## 학력
- 동경 치요다 예술학교 연극과

## 출연 작품

### 영화
- 2024년 《데드맨》 - 폐차장 노인 역 (특별출연)
- 2023년 《길복순》 - 석 대표 역
- 2023년 《찬란한 나의 복수》 - 임학촌 역
- 2022년 《뜨거운 피》 - 달자 역
- 2021년 《파이프라인》 - 황 회장 역
- 2021년 《자산어보》 - 심환지 역
- 2020년 《임계장》 - 철용 역
- 2020년 《구르는 수레바퀴》 - 도법 역 (주연)
- 2020년 《이장》 - 중년남자 역 (특별출연)
- 2019년 《우상》 - 계부 역 (단역)
- 2019년 《항거: 유관순 이야기》 - 소장 역 (조연)
- 2019년 《기묘한 가족》 - 노인 2 역 (단역)
- 2018년 《원더풀 고스트》 - 집주인 역 (단역)
- 2018년 《버닝》 - 깔세매장 사장 역 (단역)
- 2017년 《박열》 - 시데하라 역 (단역)
- 2017년 《소시민》 - 재필 부 역 (조연)
- 2016년 《새들이 돌아오는 시간》 - 철택 역 (주연)
- 2015년 《연》 - (주연)
- 2015년 《암살》 - 데라우치 총독 역 (조연)
- 2013년 《어떤 시선》 - 봉구 역 (주연)
- 2013년 《숨바꼭질》 - 노숙자 역 (조연)
- 2013년 《박수건달》 - 곽선장 역 (단역)
- 2010년 《레지스탕스》 - (주연)
- 2010년 《히어로》 - 취객 역 (우정출연)
- 2010년 《죽이고 싶은》 - 양씨 역 (단역)
- 2010년 《구르믈 버서난 달처럼》 - 김 내관 역 (단역)
- 2010년 《마더》 - 고물상 노인 역 (조연)
- 2008년 《님은 먼곳에》 - 순이 친정아버지 역 (단역)
- 2007년 《궁녀》 -  혜민서 관료 역 (단역)
- 2006년 《그녀의 핵주먹》 - (특별출연)
- 2006년 《라디오 스타》 - 누렁이 할아버지 역 (우정출연)
- 2006년 《시간》 - 경비 역 (단역)
- 2006년 《마이 캡틴 김대출》 - 개 장수 역 (단역)
- 2005년 《왕의 남자》 - 양반 역 (단역)
- 2005년 《HAAN한길수》 - 카페모토 역 (조연)
- 2004년 《쥬스드 크루》 - (주연)
- 2004년 《령》 - 교수 역 (단역)
- 2003년 《선생 김봉두》 - 이장 역 (단역)

### 드라마
- 2005년 ~ 2006년 SBS 미니시리즈 《마이걸》 - 영화 감독 역
- 2011년 ~ 2012년 OCN 금요드라마 《특수사건 전담반 TEN》 - Bar 사장 역
- 2012년 MBC 수목 미니시리즈 《해를 품은 달》 - 상선 역
- 2012년~2013년 KBS2 주말드라마 《내 딸 서영이》 - 이삼재의 친구 역
- 2015년 KBS1 대하드라마 《장영실》 - 조말생 역
- 2016년 OCN 일요드라마 《뱀파이어 탐정》 - 흑룡반점 주인 역
- 2016년 KBS2 단막극 《KBS 드라마 스페셜 - 아득히 먼 춤》 - 파랑 부 역
- 2017년 tvN 수목드라마 《슬기로운 감빵생활》 - 무기수 역
- 2018년 tvN 수목드라마 《나의 아저씨》 - 춘대 역
- 2018년 OCN 주말드라마 《보이스 2》 - 후지야마 사부로 역
- 2018년 OCN 주말드라마 《프리스트》 - 곽기영 역
- 2019년 KBS2 주말연속극 《하나뿐인 내편》 - 양영달 사장(노숙자) 역
- 2019년 OCN 주말드라마 《보이스 3》 - 후지야마 사부로 역
- 2019년 SBS 수목드라마 《닥터 탐정》 - 고선생 역
- 2019년 tvN 단막극 《드라마 스테이지 - 오우거》 - 춘배 역
- 2020년 JTBC 월화드라마 《날씨가 좋으면 찾아가겠어요》 - 정길복 역
- 2020년 OCN 주말드라마 《번외수사》 - 지수철 역
- 2021년 tvN 월화드라마 《나빌레라》 - 이교석 역
- 2021년 SBS 금토드라마 《지금, 헤어지는 중입니다》
- 2022년 MBC 주말드라마 《지금부터, 쇼타임!》 - 김선복 역
- 2023년 SBS 금토드라마 《악귀》 - 백차골 이장 역
- 2023년 MBC 금토드라마 《연인》 - 덕출 역
- 2023년 ENA 수목드라마 《낮에 뜨는 달》 - 큰 스님 역

### 연극
- 《조씨고아, 복수의 씨앗》 (2015년) - 영공 역
- 《조치원 해문이》 (2015년) - 이성국 역
- 《푸르른 날에》 (2015년) - 일정 역
- 《고도를 기다리며》 (2015년) - 포조 역
- 《푸르른 날에》 (2014년) - 일정 역
- 《푸르른 날에》 (2013년) - 일정 역
- 《연기가 눈에 들어갈 때》 (2012년) - 김진우 역
- 《고곤의 선물》 (2012년) - 담신스키 역
- 《푸르른 날에》 (2012년) - 일정 역
- 《백년 바람의 동료들》 (2011년) - 아제 역
- 《푸르른 날에》 (2011년) - 일정 역
- 《마누래 꽃동산》 (2010년) - 최씨 역
- 《심판》 (2010년) - 블록 역
- 《고곤의 선물》 (2009년) - 담신스키 역
- 《장정일의 일월》 (2008년) - 몽염 역
- 《고도를 기다리며》 (2007년) - 포조 역

## 수상
- 2017년 한국연극배우협회 올해의배우상
- 2017년 제4회 서울연극인대상 연기상
- 2016년 제15회 미쟝센영화제 심사위원특별상(연기부분)
- 2014년 제1회 서울연극인대상 남자연기상
- 2000년 한국연극협회 특별상
- 1999년 한국연극협회 연극인상
- 1994년 한국연극배우협회 우정상